# (36605) 2000 QT142
2000 QT142 (asteroide 36605) é um asteroide da cintura principal. Possui uma excentricidade de 0.04096520 e uma inclinação de 5.64956º.
Este asteroide foi descoberto no dia 31 de agosto de 2000 por LINEAR em Socorro.